# Рамазанов Султан Курбанович
Рамазанов Султан Курбанович (13 грудня 1949, Дагестанська АССР, село Хрюг) — професор, доктор технічних наук, доктор економічних наук, Заслужений діяч науки і техніки України, Заслужений діяч Транспортної академії України, відмінник освіти України, почесний професор Східноукраїнського національного університету імені Володимира Даля та Полтавського університету економіки та торгівлі, ветеран праці.

## Біографія
Вища освіта:
- Математика (1973);
- Міжнародні відношення (1988);
- Фінанси (2001).

ДАК / ВАК:
Захист 3-х дисертацій на здобуття наукових ступенів:
1.    Захист дисертації на здобуття наукового ступеня кандидата наук:  «Оцінювання і ідентифікація стохастичних мультиплікативно - адитивних сумішей».  Шифр та назва спеціальності: 05.13.01 - «Технічна кібернетика і теорія інформації» (1982 р.).
2.  Захист дисертації на здобуття наукового ступеня доктора технічних наук: «Автоматизація управління виробничо-транспортним комплексом в системі екологічного моніторингу» (одночасно з 2-х наукових спеціальностей).  Шифри та назви спеціальностей: 05.26.05 - «Інженерна екологія»; 05.22.12 - «Промисловий транспорт» (1997 р.).
3.  Захист дисертації на здобуття наукового ступеня доктора економічних наук: «Моделі та інформаційні технології еколого-економічного управління виробничою системою у нестабільному середовищі». Шифр та назва спеціальності: 08.00.11 – «Математические методы, модели и информационные технологии в экономике» (2008 р.).
Загальний стаж роботи в ВНЗ України — 50 років.
28 років — завідувач кафедри та одночасно
13 років — декан факультету.
Наукова школа — 15 учеників.
Підготував 15 кандидатів і докторів наук (з 7 наукових напрямів).
Опонування під час захисту дисертацій:
- Здобуття наукового ступеня доктора наук – 13 чол.;
- Здобуття наукового ступеня кандидата наук - 10 чол.

Участь у підготовці близько 1000 бакалаврів та магістрів.
Всього 516 наукових та навчально-методичних робіт. У тому числі: 
- монографії – 45 шт.;
- підручники – 2 шт.;
- навчальні посібники – 12 шт.

Всього цитувань – 826 (інф. на 01.08.23), h – индекс = 15, h – индекс (10) = 22.
Входить в редакційні колегії 8 наукових видань:
- Голова редакційної колегії міжнародного журналу ACCESS (Access to Science, Business, Innovation in the Digital Economy;  Індексований в тому у Web of Science; Болгарія ).
- Голова редакційної колегії науково-виробничого журналу «Часопис економічних реформ» Східноукраїнського національного університету імені Володимира Даля і Національного аерокосмічного університету імені М. Є. Жуковського «Харківський авіаційний інститут».
- Член редакційної колегії наукового видання «Artificial Intelligence» Інституту проблем штучного інтелекту МОН України і НАН України.
- та інші.

Під керівництвом С.К, Рамазанова виконано 45 наукових робот та науково-технічних програм:
- 31 господ. договірна - 6599,21 тис. грн;
- 1 міжнародна програма - 70 тис. грн;
- 13 бюджетних тем - 2764,52 тис. грн.

Загальна сума фінансування усіх НДОКР складає 10 433 730 грн.
Внесок у розвиток ВНЗ України:
- Організація й створення кафедри кібернетики (1975 р. м. Луганськ).
- Відкриття (ліцензування й акредитація) 5-ти спеціальностей (1985-2012 рр.) та ОПП/спеціалізації «Системи штучного інтелекту» (2020 р., КНЕУ).
- Гарант ОПП «Системи штучного інтелекту».
- Проведення занять (лекції, практика, семінари і т. д.) з 20-ти загальноосвітніх та спеціальних дисциплін (до 2016 р.).
- Проведення занять з 4-х нових спецкурсів з ОПП «СШІ» (2016-2023 рр., КНЕУ).
- Друк: 45 монографій;  2-х підручників та 12-ти навчальних посібників.
- Участь у комісіях МОН України з питань ліцензування та акредитації ВНЗ України впродовж 8 років.

## Звання та нагороди
Академік академій:
- Міжнародної академії інформатизації,
- Академії економічних наук України,
- Міжнародної академії наук екології і безпеки життєдіяльності,
- Транспортної академії України,
- Академії технологічних наук України.

Нагороди:
- медаль ім. М. В. Ломоносова;
- орден Міжнародної академії наук екології і безпеки життєдіяльності «За заслуги в науці»;
- орден Міжнародної академії наук екології і безпеки життєдіяльності  «За заслуги в освіті»;
- 1 місце по рейтингу «Учений року» у СНУ ім. В. Даля.

Десятки Дипломів, Почесних грамот та Подяк Обладміністрацій, МОН України, різних Академій та багатьох провідних вишів України (понад 20), а також понад 10 сертифікатів.
Член секції № 2 «Інформатика та кібернетика» Наукової ради МОН Україні (впродовж 8-ми років).
Посвята у козаки:
- «Запорізькі козаки» (о. Хортиця, 2002 р.);
- «Українське Реєстрове Козацтво» (2019 р.).